# جایزه دیوید دی دوناتلو بهترین بازیگر مرد

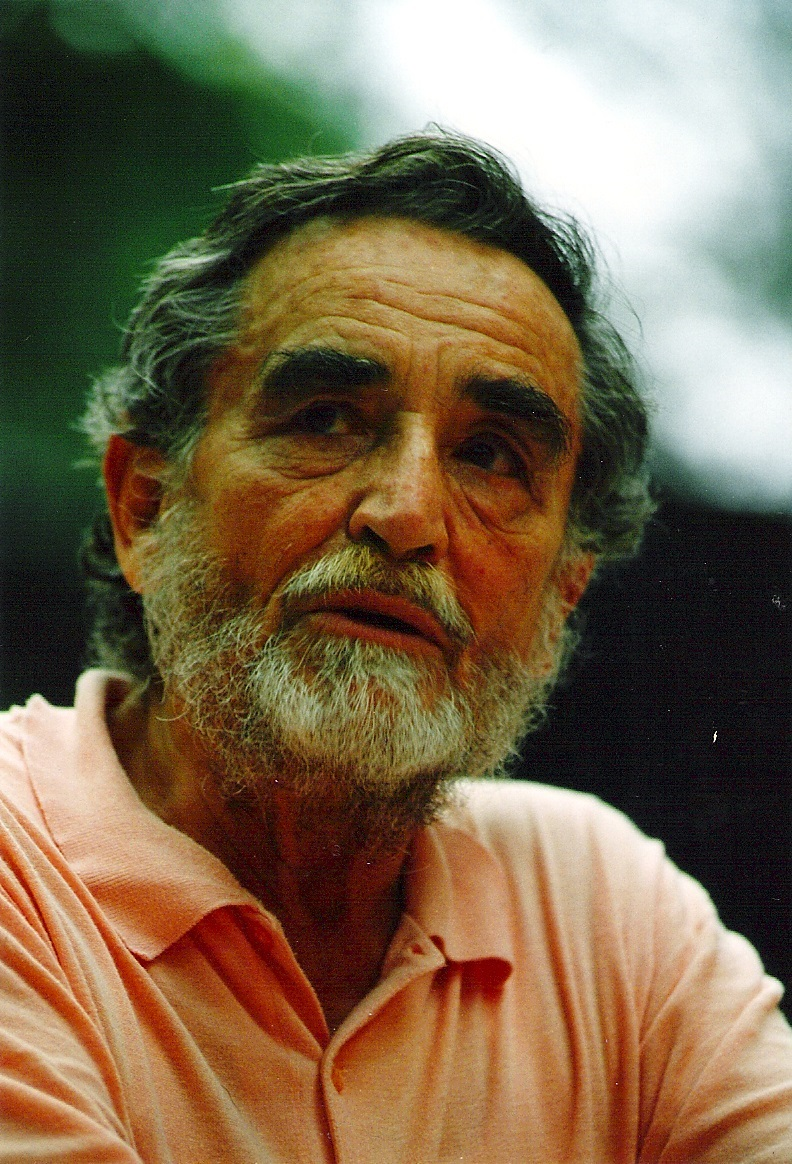
دیوید دی دوناتلو

جایزه دیوید دی دوناتلو بهترین بازیگر مرد (ایتالیایی: David di Donatello per il miglior attore protagonista) یکی از جوایز دیوید دی دوناتلو است که از سال ۱۹۵۶ تاکنون به بهترین بازیگر مرد داده می‌شود.

## دهه ۱۹۵۰
| سال  | بازیگر فیلم                    |
| ---- | ------------------------------ |
| ۱۹۵۶ | ویتوریو دسیکا – نان، عشق و ... |
| ۱۹۵۷ | جایزه داده نشد                 |
| ۱۹۵۸ | جایزه داده نشد                 |
| ۱۹۵۹ | جایزه داده نشد                 |

## دهه ۱۹۶۰
| سال  | بازیگر فیلم                                                                    |
| ---- | ------------------------------------------------------------------------------ |
| ۱۹۶۰ | ویتوریو گاسمن – جنگ بزرگ آلبرتو سوردی – جنگ بزرگ                               |
| ۱۹۶۱ | آلبرتو سوردی – Everybody Go Home                                               |
| ۱۹۶۲ | رف ولونه – نمایی از پل                                                         |
| ۱۹۶۳ | ویتوریو گاسمن – سبقت (فیلم ۱۹۶۲)                                               |
| ۱۹۶۴ | مارچلو ماسترویانی – دیروز، امروز، فردا                                         |
| ۱۹۶۵ | ویتوریو گاسمن – زمان سخت شاهزادگان مارچلو ماسترویانی – ازدواج به سبک ایتالیایی |
| ۱۹۶۶ | آلبرتو سوردی – Fumo di Londra                                                  |
| ۱۹۶۷ | ویتوریو گاسمن – The Tiger and the Pussycat اوگو تونیاتسی – بی‌اخلاق (فیلم)      |
| ۱۹۶۸ | فرانکو نرو – Il giorno della civetta                                           |
| ۱۹۶۹ | آلبرتو سوردی – Be Sick... It's Free نینو مانفردی – Vedo nudo                   |

## دهه ۱۹۷۰
| سال  | بازیگر فیلم                                                                               |
| ---- | ----------------------------------------------------------------------------------------- |
| ۱۹۷۰ | نینو مانفردی – Nell'anno del Signore جان ماریا ولونته – بازجویی از یک شهروند دور از سوءظن |
| ۱۹۷۱ | اوگو تونیاتسی – La califfa                                                                |
| ۱۹۷۲ | جانکارلو جانینی – The Seduction of Mimi آلبرتو سوردی – In Prison Awaiting Trial           |
| ۱۹۷۳ | آلبرتو سوردی – The Scientific Cardplayer                                                  |
| ۱۹۷۴ | نینو مانفردی – نان و شکلات                                                                |
| ۱۹۷۵ | ویتوریو گاسمن – بوی خوش زن                                                                |
| ۱۹۷۶ | آدریانو چلنتانو – The Con Artists اوگو تونیاتسی – My Friends                              |
| ۱۹۷۷ | آلبرتو سوردی – An Average Little Man                                                      |
| ۱۹۷۸ | نینو مانفردی – In the Name of the Pope King                                               |
| ۱۹۷۹ | ویتوریو گاسمن – Dear Father                                                               |

## دهه ۱۹۸۰
| سال  | برنده فیلم                             | نامزدها                                                                  |
| ---- | -------------------------------------- | ------------------------------------------------------------------------ |
| ۱۹۸۰ | آدریانو چلنتانو – Mani di velluto      |                                                                          |
| ۱۹۸۱ | ماسیمو ترویسی – Ricomincio da tre      | میکله پلاچیدو – سه برادر کارلو وردون – Bianco, rosso e Verdone           |
| ۱۹۸۲ | کارلو وردون – Talcum Powder            | بپه گریلو – Cercasi Gesù آلبرتو سوردی – Il Marchese del Grillo           |
| ۱۹۸۳ | فرانچسکو نوتی – The Pool Hustlers      |                                                                          |
| ۱۹۸۴ | جانکارلو جانینی – Where's Picone?      | نانی مورتی – Bianca فرانچسکو نوتی – Son contento                         |
| ۱۹۸۵ | فرانچسکو نوتی – Casablanca, Casablanca | میکله پلاچیدو – Pizza Connection بن گازارا – Uno scandalo perbene        |
| ۱۹۸۶ | مارچلو ماسترویانی – جینجر و فرد        | نانی مورتی – The Mass Is Ended فرانچسکو نوتی – All the Fault of Paradise |
| ۱۹۸۷ | ویتوریو گاسمن – خانواده                | دیگو ابتنتوئونو – Regalo di Natale جان ماریا ولونته – The Moro Affair    |
| ۱۹۸۸ | مارچلو ماسترویانی – چشمان سیاه         | فیلیپ نوآره – The Gold Rimmed Glasses کارلو وردون – Io e mia sorella     |
| ۱۹۸۹ | روبرتو بنینی – The Little Devil        | جانکارلو جانینی – 'o Re کارلو وردون – Compagni di scuola                 |

## دهه ۱۹۹۰
| سال  | برنده فیلم                                                    | نامزدها |
| ---- | ------------------------------------------------------------- | --- |
| ۱۹۹۰ | پائولو ویلاجیو – صدای ماه جان ماریا ولونته – درهای باز (فیلم) | سرجو کاستلیتو – Piccoli equivoci جانکارلو جانینی – Il male oscuro نانی مورتی – Palombella rossa ماسیمو ترویسی – ساعت چنده؟   |
| ۱۹۹۱ | نانی مورتی – The Yes Man                                      | دیگو ابتنتوئونو – مدیترانه کلاودیو آمندولا – اولترا سیلویو اورلاندو – The Yes Man سرجیو روبینی – ایستگاه                     |
| ۱۹۹۲ | کارلو وردون – Maledetto il giorno che t'ho incontrato         | جان ماریا ولونته – Una storia semplice انریکو لو ورسو – بچه‌های دزدیده‌شده                                                     |
| ۱۹۹۳ | سرجو کاستلیتو – The Great Pumpkin                             | کارلو چکی – Morte di un matematico napoletano سیلویو اورلاندو – Un'altra vita                                                |
| ۱۹۹۴ | جولیو اسکارپاتی – Law of Courage                              | دیگو ابتنتوئونو – برای عشق، فقط برای عشق نانی مورتی – خاطرات عزیز سیلویو اورلاندو – Sud                                      |
| ۱۹۹۵ | مارچلو ماسترویانی – Sostiene Pereira                          | فابریتزیو بنتیوولیو – Un eroe borghese ماسیمو ترویسی – ایل پوستینو: پستچی                                                    |
| ۱۹۹۶ | جانکارلو جانینی – Celluloide                                  | سرجو کاستلیتو – The Star Maker انیو فانتاستیکینی – Ferie d'agosto جانکارلو جانینی – Palermo Milano solo andata               |
| ۱۹۹۷ | فابریتزیو بنتیوولیو – Testimone a rischio                     | کلاودیو آمندولا – La mia generazione لئوناردو پیراچونی – چرخند سرجیو روبینی – نیروانا کارلو وردون – Sono pazzo di Iris Blond |
| ۱۹۹۸ | روبرتو بنینی – زندگی زیباست                                   | نانی مورتی – آوریل سیلویو اورلاندو – Auguri professore                                                                       |
| ۱۹۹۹ | استفانو آکورسی – Radiofreccia                                 | سیلویو اورلاندو – Fuori Dal Mondo آنتونیو آلبانیزه – La fame e la sete                                                       |

## دهه ۲۰۰۰
| سال  | برنده فیلم                           | نامزدها |
| ---- | ------------------------------------ | --- |
| ۲۰۰۰ | برونو گانتس – Bread and Tulips       | استفانو آکورسی – Outlaw فابریتزیو جیفونی – A Love کارلو وردون – C'era un cinese in coma                                                                      |
| ۲۰۰۱ | لوییجی لو کاشو – One Hundred Steps   | استفانو آکورسی – The Last Kiss نانی مورتی – اتاق پسر |
| ۲۰۰۲ | جانکارلو جانینی – I Love You Eugenio | لوییجی لو کاشو – Light of My Eyes تونی سرویلو – L'uomo in più                                                                                                |
| ۲۰۰۳ | ماسیمو جیروتی – پنجره‌های روبرو       | روبرتو بنینی – پینوکیو فابریتزیو بنتیوولیو – مرا به خاطر بسپار، عشق من سرجو کاستلیتو – لبخند مادر من نری مارکوره – افسون‌شده (فیلم ۲۰۰۳) Fabio Volo – Casomai |
| ۲۰۰۴ | سرجو کاستلیتو – Don't Move           | جوزپه باتیستون – Agata and the Storm لوییجی لو کاشو – بهترین دوران جوانی Silvio Muccino – Che ne sarà di noi کارلو وردون – L'amore è eterno finché dura      |
| ۲۰۰۵ | تونی سرویلو – پیامدهای عشق           | استفانو آکورسی – Provincia meccanica Giorgio Pasotti – Dopo mezzanotte کیم روسی استوارت – The Keys to the House لوکا زینگارتی – Alla luce del sole           |
| ۲۰۰۶ | سیلویو اورلاندو – The Caiman         | آنتونیو آلبانیزه – La seconda notte di nozze فابریتزیو بنتیوولیو – La terra کیم روسی استوارت – Romanzo Criminale کارلو وردون – Il mio miglior nemico         |
| ۲۰۰۷ | الیو جرمانو – برادرم تنها فرزند است  | Giacomo Rizzo – The Family Friend Vincenzo Amato – Nuovomondo میکله پلاچیدو – زن ناشناخته کیم روسی استوارت – آزادی هم بد نیست                                |
| ۲۰۰۸ | تونی سرویلو – La ragazza del lago    | آنتونیو آلبانیزه – Days and Clouds لاندو بوتزانکا – I Viceré نانی مورتی – Quiet Chaos کیم روسی استوارت – Piano, solo                                         |
| ۲۰۰۹ | تونی سرویلو – ایل دیوو               | Luca Argentero – Diverso da chi? Claudio Bisio – Si può fare والریا ماستاندرئا – Non pensarci سیلویو اورلاندو – Giovanna's Father                            |

## دهه ۲۰۱۰
| سال  | برنده فیلم                                    | نامزدها |
| ---- | --------------------------------------------- | --- |
| ۲۰۱۰ | والریا ماستاندرئا – The First Beautiful Thing | آنتونیو آلبانیزه – A Question of the Heart Libero De Rienzo – Fort Apache Napoli کیم روسی استوارت – A Question of the Heart فیلیپو تیمی – Vincere                 |
| ۲۰۱۱ | الیو جرمانو – زندگی ما                        | آنتونیو آلبانیزه – Qualunquemente Claudio Bisio – Benvenuti al Sud Vinicio Marchioni – 20 sigarette کیم روسی استوارت – Vallanzasca – Gli angeli del male          |
| ۲۰۱۲ | میشل پیکولی – We Have a Pope                  | فابریتزیو بنتیوولیو – Easy! الیو جرمانو – Magnifica presenza مارکو جالینی – Posti in piedi in paradiso والریا ماستاندرئا – Piazza Fontana: The Italian Conspiracy |
| ۲۰۱۳ | والریا ماستاندرئا – Balancing Act             | آنیلو آرنا – واقعیت سرجو کاستلیتو – Una famiglia perfetta روبرتو هرلیتزکا – Il rosso e il blu لوکا مارینلی – Tutti i santi giorni تونی سرویلو – Viva la libertà   |
| ۲۰۱۴ | تونی سرویلو – زیبایی بزرگ                     | جوزپه باتیستون – Zoran, My Nephew the Idiot فابریتزیو بنتیوولیو – سرمایه انسانی کارلو چکی – میله (شرکت) Edoardo Leo – I Can Quit Whenever I Want                  |
| ۲۰۱۵ | الیو جرمانو – لئوپاردی                        | Fabrizio Ferracane – Black Souls آلساندرو گازمن – An Italian Name مارکو جالینی – Se Dio vuole ریکاردو اسکامارچو – You Can't Save Yourself Alone                   |